# Felipe Gutiérrez
Felipe Alejandro Gutiérrez Leiva (* 8. Oktober 1990 in Quintero) ist ein ehemaliger chilenischer Fußballspieler.

## Verein
Felipe Gutiérrez stammt aus der Jugend des chilenischen Vereins Everton de Viña del Mar und spielte anschließend für CD Universidad Católica in der Primera División. Dort wurde er 2010 Meister und gewann ein Jahr später auch den nationalen Pokal. Im Sommer 2012 folgte der Wechsel in die Niederlande zum FC Twente Enschede, wo er vier Jahre verbrachte, ehe ihn Betis Sevilla verpflichtete. Von dort wurde er die komplette Saison 2017 nach Brasilien an den SC Internacional aus Porto Alegre verleihen und Anfang 2018 an den US-amerikanischen Erstligisten Sporting Kansas City abgegeben. Von 2021 an stand er erneut bei seinem ehemaligen Verein CD Universidad Católica in Chile unter Vertrag; diesmal für zwei Spielzeiten. Nach einer Leihstation in den USA und einem Engagement in den Arabischen Emiraten spielte er nochmals für Kansas City, bevor er mit drei Kurzeinsätzen in der chilenischen Primera B seine Laufbahn beendete.

## Nationalmannschaft
Von 2010 bis 2017 absolvierte Gutiérrez insgesamt 35 Partien für die chilenische A-Nationalmannschaft, in denen er vier Treffer erzielen konnte. Bei der Weltmeisterschaft 2014 in Brasilien kam er bei allen vier Spielen seines Landes zum Einsatz. Ein Jahr später gewann er mit der Mannschaft die Copa America, wobei er lediglich über vier Minuten im Halbfinale gegen Peru (2:1) eingewechselt wurde.

## Erfolge
- Verein:
  - Chilenischer Meister: 2010, 2021
  - Chilenischer Pokalsieger: 2011

- Nationalmannschaft:
  - Copa America: 2015